# 防潮堤

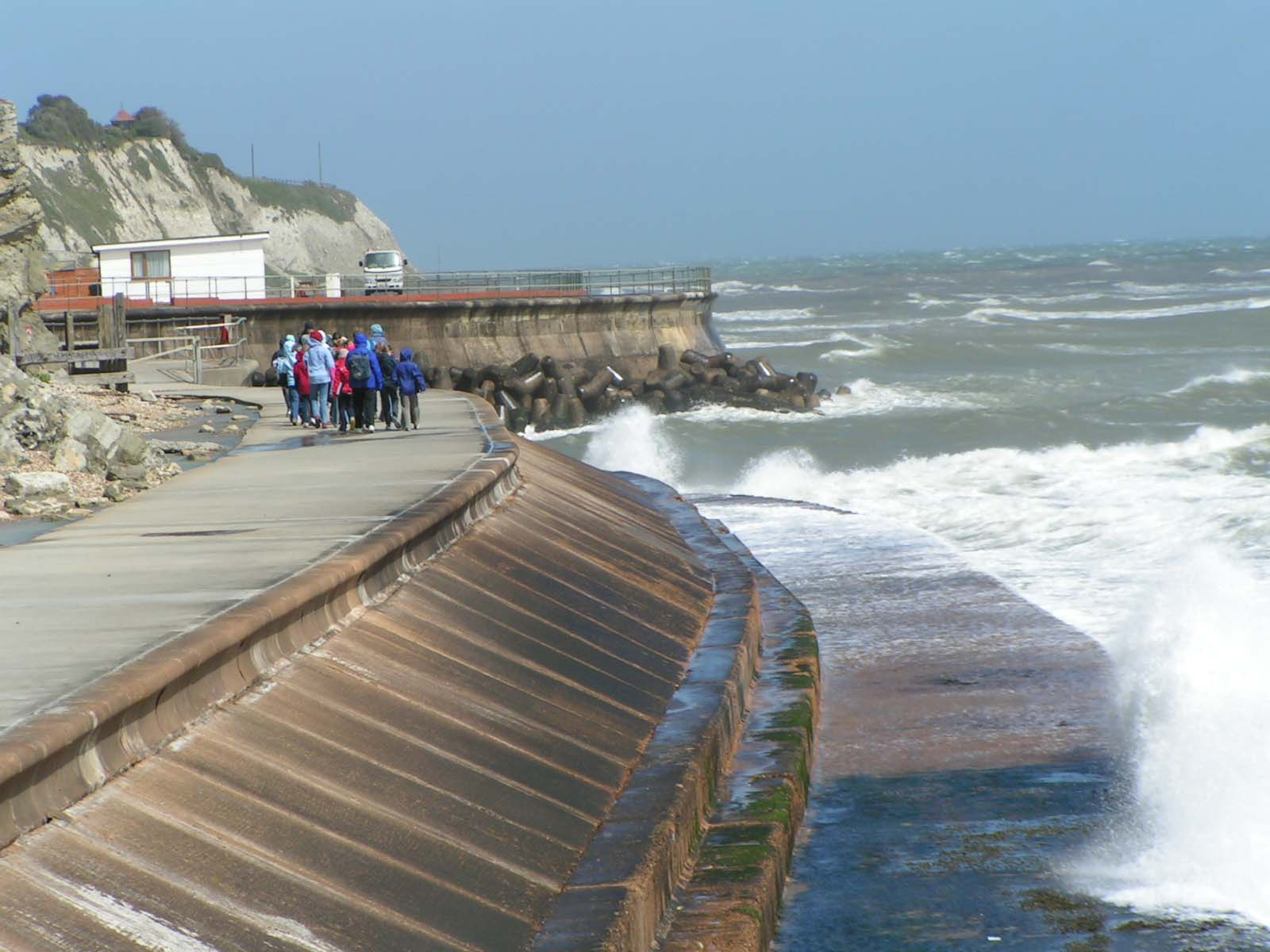
英国ワイト島にある防潮堤

防潮堤（ぼうちょうてい）とは、台風などによる大波や高潮、津波の被害を軽減する堤防のこと。より正確には、高潮による災害を防止・減少させるため設置された堤体、壁体、水門等の構造物、及び護岸、取付道路等の附属物をいう。高潮堤（こうちょうてい）とも呼ばれる。英語では「seawall」または「sea wall」と呼ばれるが、イギリスでは干拓や堤防の土塁も意味する。
干潮面からmの高さで整備されていることが多い。日本では、三陸地方など過去に大きな津波被害を受けたことがあるか、将来その恐れがある場合、高さ10m級の防潮堤が建設されている地域もある。後述のように東日本大震災（東北地方太平洋沖地震）時の防潮堤による防災・減災効果については地域差や様々な見方があるが、震災後は日本国政府や地方自治体が各地で防潮堤の新設や嵩上げを検討・実施している。

## 概要
防潮堤は常に自然の破壊的な力にさらされているため、長期的な防護を提供するには不断の保守（および時には置換）を必要とする。今日使われている防潮堤の多くの種類は、それが耐える必要のある様々な物理的力と海岸の地形、波の形、保護対象の土地の価値などといった各地域の条件を反映している。北海道浜中町では、総延長17km・高さ3mに及ぶ防潮堤があり、街を全て囲い、三方向海に囲まれた街を津波から防御している。
防潮堤は鉄筋コンクリート、巨礫、鋼、蛇篭といった様々な材料で建設される。主材料以外にもビニール、木材、アルミニウム、ファイバーグラス複合材、植物性繊維で作られた生分解性の砂袋（土嚢）などが使われる。広範囲に渡る「硬い」海岸防護策であり、土砂流出を防ぐという意味もあるが、コストが高い。
防災・減災面での機能を維持しつつ、景観や生態系への悪影響を抑える配慮も行われている。東日本大震災による津波被害が深刻だった3県（岩手県・宮城県・福島県）では、約1700kmの海岸線総延長のうち約396km、583カ所で防潮堤の再建・新設が進められている。このうち岩手県野田村の十府ヶ浦（とふがうら）海岸では、防潮堤建設で潰れるハマナス群生地から採取した種を内陸で育て、防潮堤完成後に浜側へ移植することを予定している。また宮城県気仙沼市の大谷（おおや）地区では、住民の要望により防潮堤建設地を当初計画より内陸に移し、砂浜の再生を目指している。
養浜などの「柔らかい」海岸保護策や、防潮堤を覆土したうえ防潮林を兼ねて植樹したり、砂丘のようにして海浜植物の種子移動を妨げないようにしたりする方式も、宮城県や福島県いわき市などで採用されている。
鮫川河口（福島県いわき市）では震災後の拡大された防潮堤により干潟の一部が埋められるなどして、棲息する生物種の数が激減した。宮城県仙台市の蒲生干潟では、市民や研究者の要望で防潮堤の一部が当初計画より内陸側へ80メートル移され、防潮堤を曲げて鳥獣保護区を避けたほか、堤防内に管を通して干潟へ淡水を供給するようにした。防潮堤が環境影響評価の対象外であり、海岸法により海岸に造ると規定されていることが自然保護との両立に障害となっているとの指摘もある。
とはいえ優先されるのは住民や道路の安全であり、上記の3県にある防潮堤のうち、高さ10m以上は震災前の合計11kmから51kmに、高さ5m以上は176kmから287kmに増えた。
それでも「防潮堤の存在が却って住民の油断を招き避難を遅らせる」「海が見えなくなると漁業従事者を中心とする住民の感情や観光に悪影響を与える」といった批判が東日本大震災後もある。財政的に苦しい自治体が多いこともあり、各地で防潮堤の新増設や妥当な高さについて議論になっている。住民との対話で計画時より低くされた防潮堤もある。 宮城県気仙沼市の舞根（もうね）湾では、提示された高さ9.9メートルの防潮堤計画を住民が拒否し、内陸へ移転する代わりに津波で広がった湿地を保全することを選んだ。
なお、東海地震による津波被害が懸念されている静岡県では、富士市の富士川河口から沼津市西部まで総延長10km・高さ17mに及ぶ防潮堤が存在する。また東日本大震災後、静岡県と浜松市は民間からの寄付（一条工務店が300億円を拠出）を基に、天竜川河口から浜名湖今切口に至る総延長17.5kmの防潮堤建設に着手した。

## 設計の原則と種類
防潮堤の種類は波のエネルギーとの関係で分類でき、海岸地形（断崖や砂浜など）のように様々なものがある。垂直壁型防潮堤は特に無防備な状況で建設される。これは、嵐のような定常波（重複波）が強い状況の波のエネルギーにも対応できる。場合によっては波のエネルギーを若干なりとも低減させるためにパイルを壁の前に置くことがある。
湾曲型または階段型の防潮堤は、波を砕いてそのエネルギーを発散させるもので、波を海に対してはねつけるよう設計されている。壁の前面を湾曲させることで波が壁を越えて内陸に入ることを防ぐので、壁の上部を湾曲させてオーバーハング状態にすることでさらに防護を追加することもできる。
緩傾斜式の構造は、それほど波のエネルギーが強くない場合に用いられる。特に地盤用シートや砂袋を積んで作る防潮堤は最もコストがかからない。そのような防潮堤は海岸の浸食を防ぐことを目的としている。傾斜を完全にコンクリートや防水シートで覆って防水性を持たせる場合もあるが、波エネルギーは発散させて水だけを浸透させるよう多孔性にする場合もある。

### 防潮堤の種類
緩傾斜式防潮堤（かんけいしゃしきぼうちょうてい）
ゆるい勾配で土を盛り、その表面をコンクリートで被覆したもの。
棚式防潮堤（たなしきぼうちょうてい）
基礎として鋼管杭を打設し、海側に鋼矢板を打設した上部にコンクリート壁を設けたもの。
自立矢板式防潮堤（じりつやいたしきぼうちょうてい）
陸上部分は胸壁（きょうへき）と呼ばれる。鋼矢板を打設した上部にコンクリート製の壁を設けたもの。

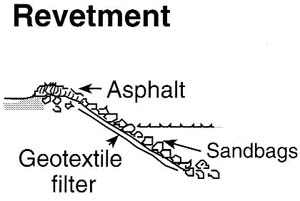
緩傾斜式（護岸舗装型）
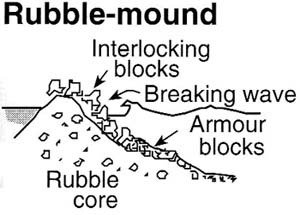
緩傾斜式（礫積み型）
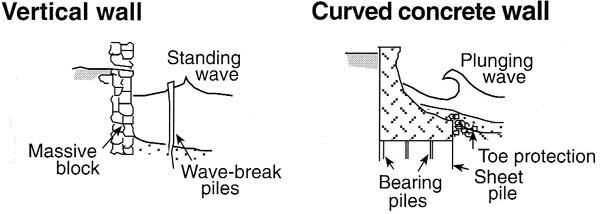
垂直壁型とコンクリートによる湾曲壁型

## 歴史

### スマトラ島沖地震（2004年）
2004年12月26日、スマトラ島沖地震で発生した津波によってインド南東部の海岸で数千名が死亡したが、かつてフランスの植民地だったポンディシェリは難を逃れた。300年弱の植民地時代の間にフランス人技師らが巨大な石積みの防潮堤を作って維持したため、通常の満潮時の水位より24フィート（7.3メートル）の高さの津波からも旧市街地が守られた。
この防潮堤が完成したのは1735年のことである。その後もフランス人らは防潮堤を強化し続け、港に打ち寄せる波による侵食を防ぐために1.25マイル (2km) 沖合いの海岸線に沿ったところに巨礫を積み上げた。最も高いところでは、海抜約27フィート（8.2メートル）ある。積み上げた巨礫は1トンの重さのものもある。防潮堤は毎年検査されていた。すき間が生じたり、石が砂に沈んだりすると、政府はさらに巨礫を追加して強度を維持していた。
インドネシア沖合で（マグニチュード9.0以上の）巨大海底地震が起き、それによって生じた津波がインドの海岸を襲ったとき、ポンディシェリでは600人が死亡したが、そのほとんどは防潮堤の外側に住む漁師だった。

### 東日本大震災
2011年3月11日の東日本大震災を引き起こした東北地方太平洋沖地震の津波は、東北地方を中心とする各地に被害をもたらした。
岩手県宮古市の田老地区（旧田老町）には、津波対策として、世界最大規模の総延長2433m、海抜10mに及ぶ巨大防潮堤「田老の防潮堤」が存在しており、比喩的に「万里の長城」とも呼ばれていたが、東北地方太平洋沖地震の津波はそれを破壊し、町は壊滅状態になった。この防潮堤は1960年チリ地震の津波に対しては犠牲者を出すことなく機能しており、犠牲者の中には少なからず、防潮堤に対する過信のために逃げ遅れた者もいたと言われている。
岩手県釜石市には、1200億円をかけた世界最大規模の釜石港湾口防波堤が湾口の海中に設置され、海岸に設置された高さ4.0mの防潮堤と併せて市街地を守る構造となっていたが、東北地方太平洋沖地震の津波を防ぐことはできず、防波堤を破壊した波が、防潮堤を乗り越えて釜石の市街地を押し流した。この際には湾口の防波堤が津波の高さを元の4割に相当する8.0mまで抑え、破壊されつつも6分間だけ市街地への浸水を遅らせたとされ、もし海中の防波堤と海岸の防潮堤がそれぞれあと5m高ければこの被害を食い止めることができたと計算されているが、そこまでの規模のものは実現困難とされる。
一方で岩手県下閉伊郡普代村や同県九戸郡洋野町においては、東北地方太平洋沖地震においても高さ15.5mの普代水門や太田名部防潮堤（ともに普代村）、高さ12mの防潮堤（洋野町）が決壊せずに津波を大幅に減衰させ、集落への人的・物的被害を最小限に抑えることができた。普代村では2011年の東日本大震災（東北地方太平洋沖地震）において被災した民家は無く、死者はゼロである。しかし、釜石市唐丹町小白浜での防潮堤の破壊状態の解析結果から、防潮堤は向かってくる津波に対しての耐波力は有していたが、越流した引き波を想定した設計が不十分であったため防潮扉が破壊され、後続波に対しては無防備となったとする見解もある。
震災時、岩手県内では防潮堤の水門操作に駆け付けた消防団員に48人もの犠牲者が出た。また遠隔操作に対応していたが停電や故障が原因で現地での手動操作を余儀なくされた水門も多い。このため岩手県は計画中を含む水門・門扉約520基のうち4割程度（約220基）をJアラートに連動した自動閉鎖式とする。こうしたシステムは南海トラフ巨大地震による津波襲来が想定されている和歌山県や三重県でも一部導入されている。

## 数値解析
サレルノ大学海洋工学科（MEDUS） は、CADソフトとCFDソフトを統合することで、防潮堤と波の相互作用を詳細に研究する新たな手法を開発した。その数値シミュレーションでは、防潮堤に通常存在するすき間の中で流体が流れ込む動きを計算するのに伝統的な多孔質体の方程式を使うのではなく、RNG乱流モデルと組合わせたRANS方程式で近似している。防潮堤は実物大または実験室での実験用の大きさでモデル化され、3次元メッシュの各点で計算を行うことで流体が防潮堤に対してどのように振る舞うかをシミュレートする(AccropodeTM, Core-locTM, Xbloc®)。

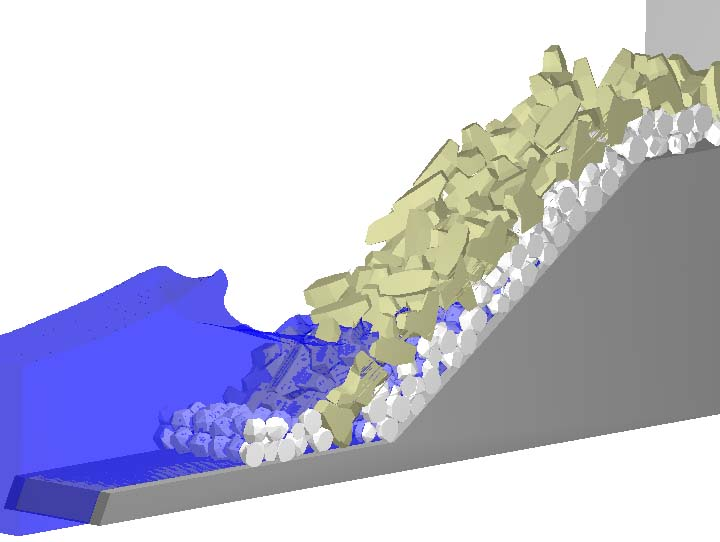
3枚とも3次元数値解析シミュレーション (MEDUS 2009)
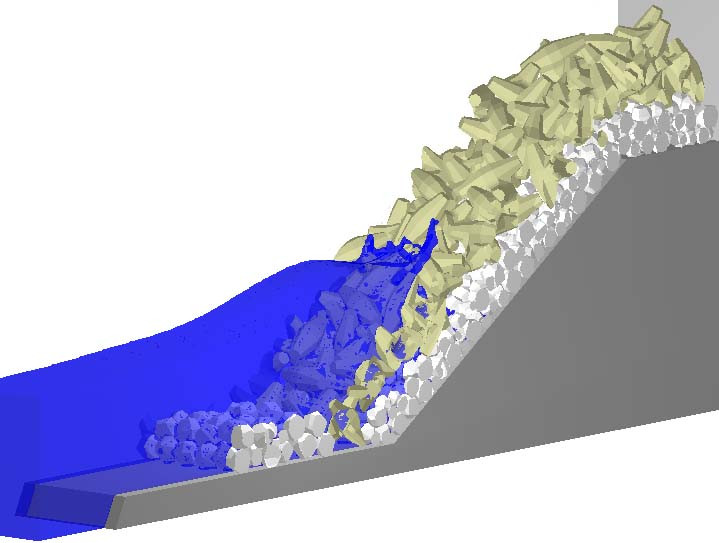
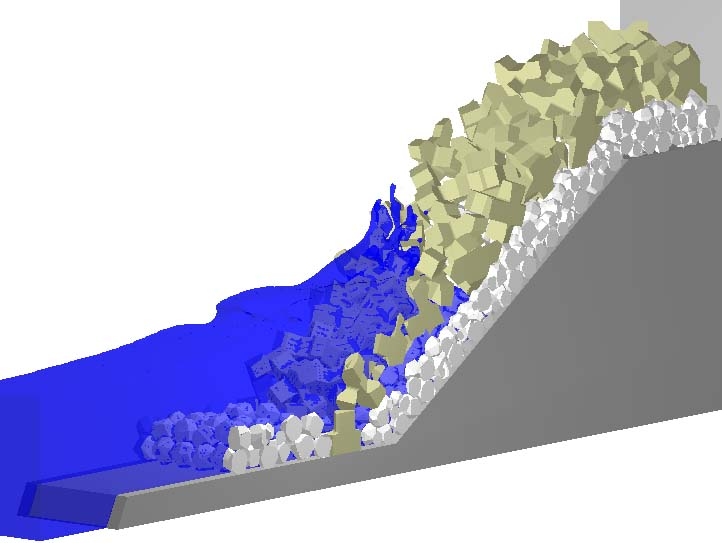

## ギャラリー

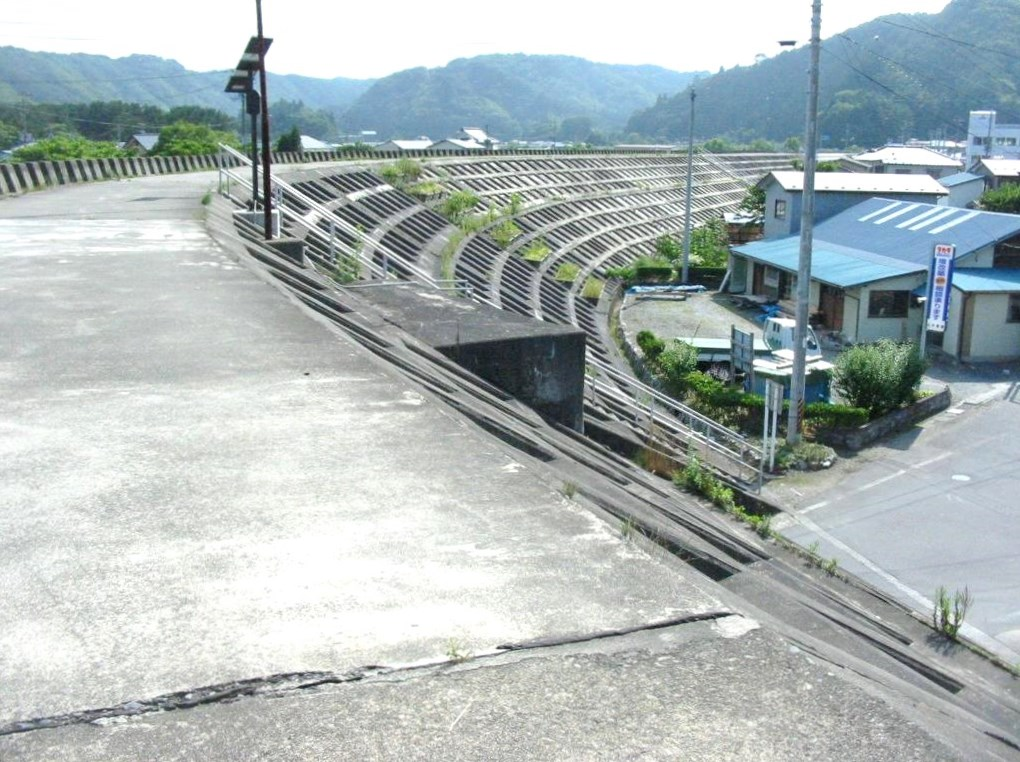
岩手県宮古市田老地区の防潮堤
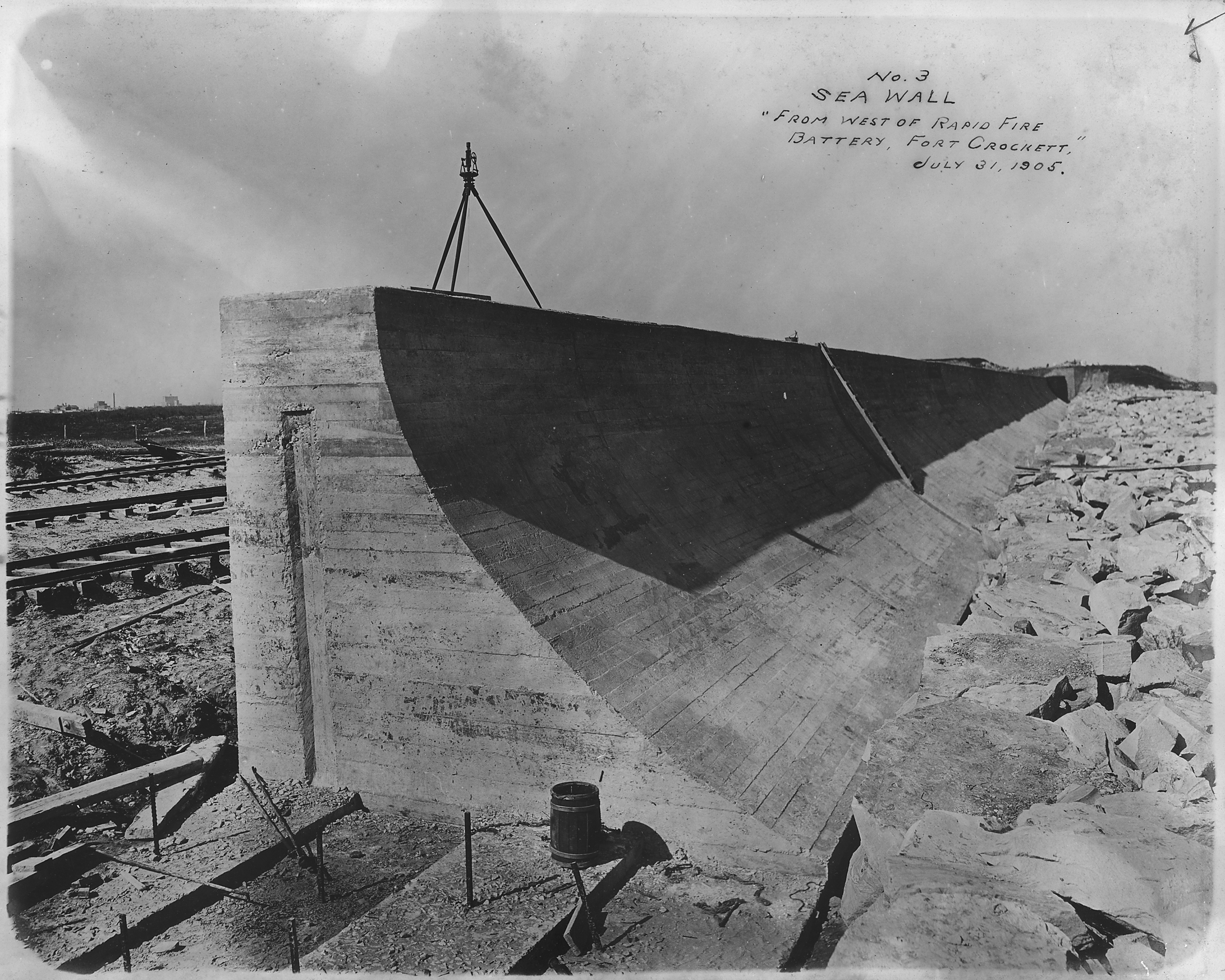
米国テキサス州ガルベストンで建設中の防潮堤（1905年）
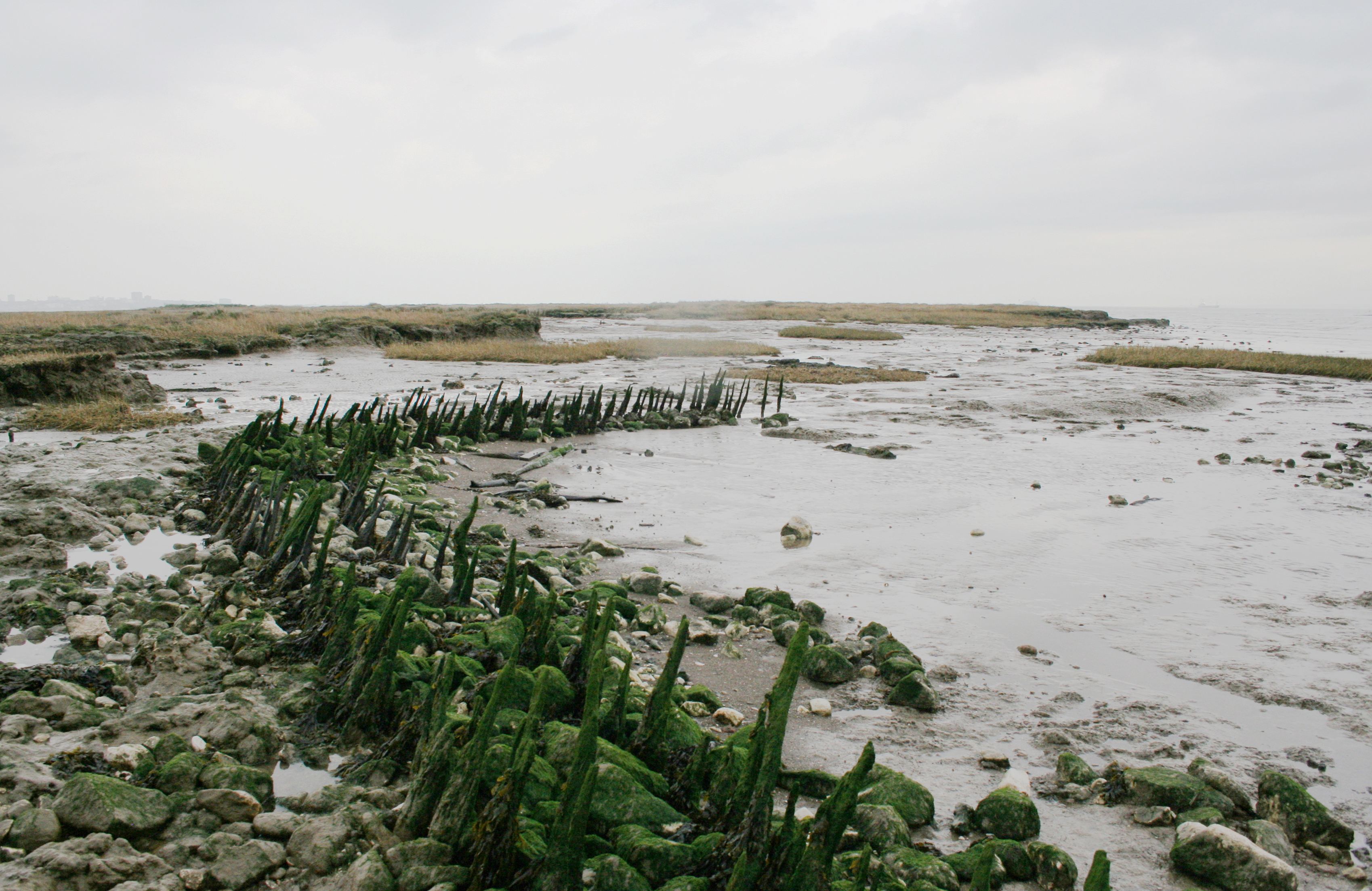
テムズ川河口付近のキャンベイ・アイランドで1622年頃に造られた防潮堤の名残り
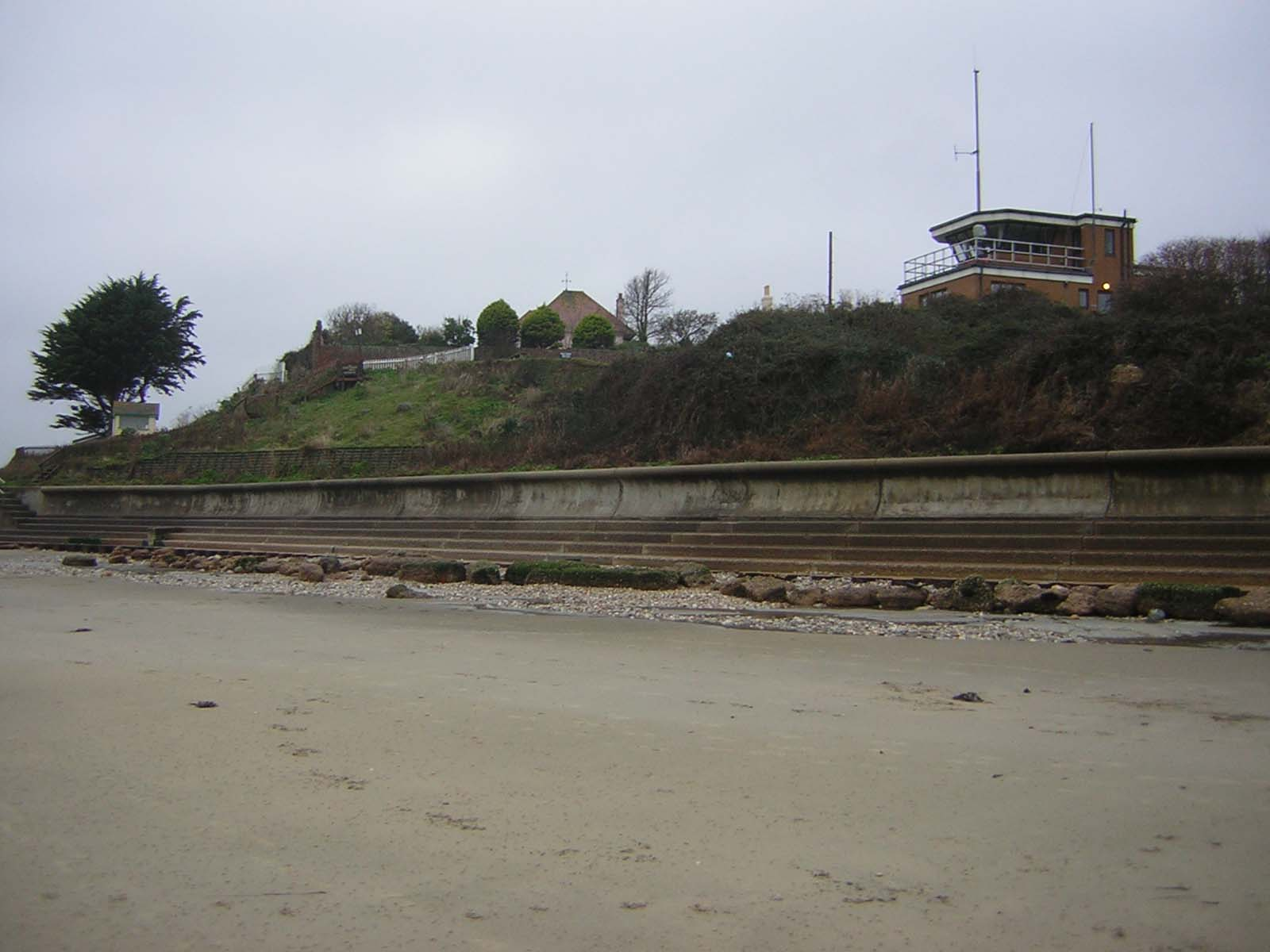
イギリスのワイト島ベンブリッジの防潮堤
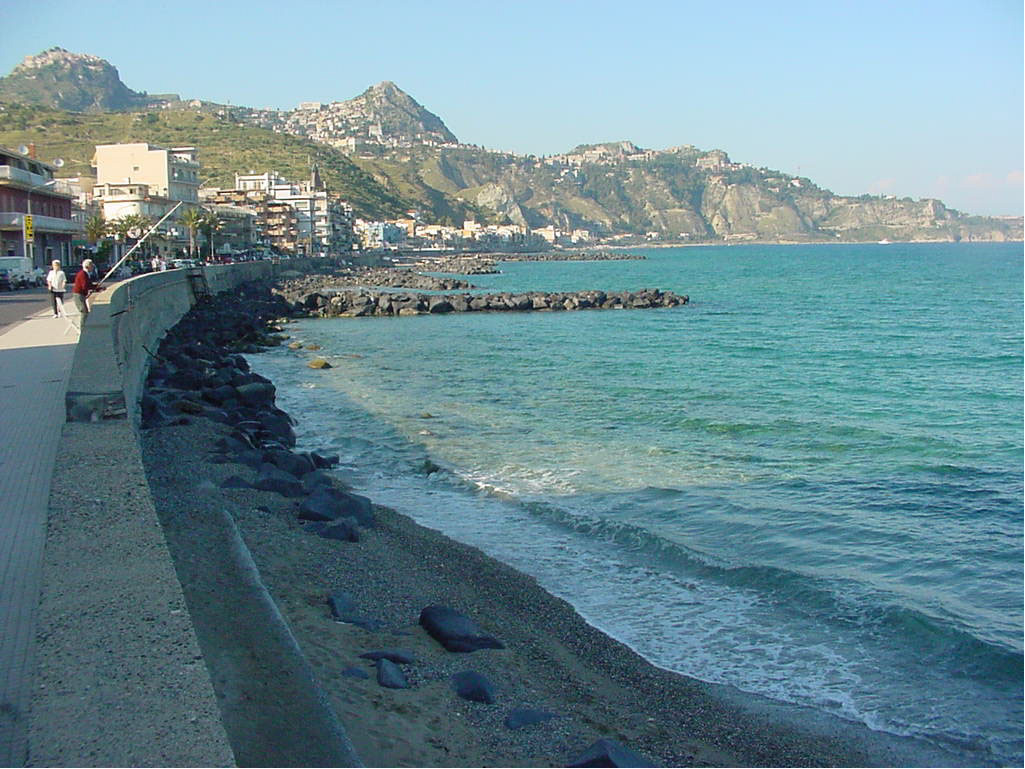
シチリア島の防潮堤
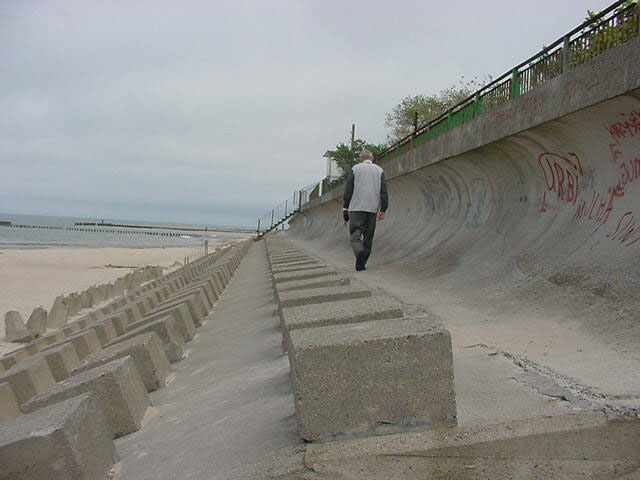
ポーランドの防潮堤
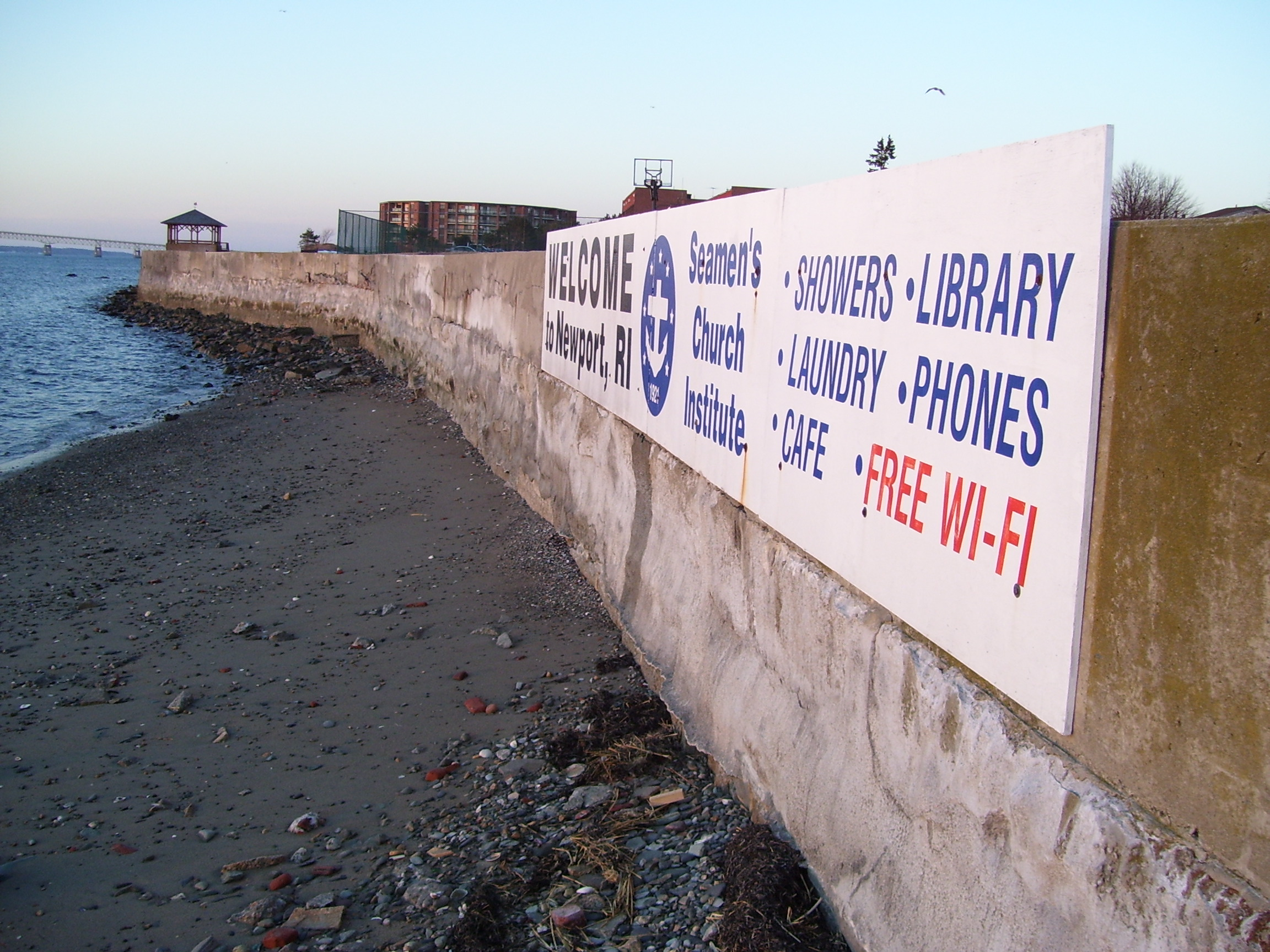
米国ロードアイランド州ニューポートのゴートアイランドの防潮堤